# 파리 제6대학교
피에르 마리 퀴리 대학교(프랑스어: Université Pierre-et-Marie-Curie, UPMC) 또는 파리 제6대학교(프랑스어: Paris-VI)는 파리의 이공대학 중 하나이다. 학교에는 매년 약 30 000명의 학생이 등록되어 있고 180개 이상의 실험실이 있으며 그중 대부분은 프랑스 국립과학연구센터(Centre national de la recherche scientifique 또는 CNRS)와 합작 관계를 맺었다. 파리 제6대학교는 파리 제4대학교(Université Paris-Sorbonne)과 같이 파리소르본대학연맹(Sorbonne Universités)의 창시자이다.